# مافیای شیکاگو (شیکاگو اوتفیت)
The Chicago Outfit (همچنین معروف به The Outfit، مافیای شیکاگو، موب شیکاگو، خانواده جنایی شیکاگو، گنگ ساوت ساید یا سازمان) یک خانواده جنایی ایتالیایی-آمریکایی است که در شیکاگو، ایلینوی مستقر بوده و در سال ۱۹۱۰ در ساوت ساید این شهر تأسیس شد. این سازمان بخشی از مافیای بزرگتر آمریکا محسوب می شود.
اوتفیت در دهه ۱۹۲۰ تحت کنترل جانی توریو و آل کاپون به قدرت رسید و این دوره با جنگ های خونین بین گروه‌های تبهکار برای کنترل توزیع الکل غیرقانونی در دوران ممنوعیت الکل مشخص شد. از آن زمان، اوتفیت در طیف گستردهای از فعالیتهای جنایی از جمله وام دهی با بهره های کلان، قمار غیرقانونی، فحشا، اخاذی، فساد سیاسی و قتل مشارکت داشته است.
کاپون در سال ۱۹۳۱ به دلیل فرار مالیاتی محکوم شد و پس از آن پل ریکا کنترل اوتفیت را بر عهده گرفت. او از سال ۱۹۴۳ تا زمان مرگش در سال ۱۹۷۲ قدرت را با تونی آکاردو تقسیم کرد. آکاردو پس از مرگ ریکا به تنها قدرت مسلط در اوتفیت تبدیل شد و تا زمان مرگش در سال ۱۹۹۲ یکی از طولانی ترین دوره های ریاست را در تاریخ این سازمان جنایی داشت.
وضعیت فعلی خانواده جنایی شیکاگو (اوتفیت):
اگرچه اوتفیت هرگز انحصار کامل بر جرائم سازمانیافته در شیکاگو نداشته، اما برای مدت‌ها بزرگترین، قدرتمندترین و خشن‌ترین سازمان جنایی در شیکاگو و غرب میانه آمریکا محسوب می‌شود. برخلاف گروه‌های مافیایی دیگر مانند پنج خانواده نیویورک، اوتفیت از بدو تأسیس یک سازمان یکپارچه بوده است.
در اوج قدرت، نفوذ این سازمان تا کالیفرنیا، فلوریدا و نوادا گسترش یافته بود و هم‌اکنون نیز در سراسر غرب میانه آمریکا، جنوب فلوریدا، لاس‌وگاس و سایر بخش‌های جنوب غربی آمریکا فعالیت می‌کند. با وجود افزایش نظارت دستگاه‌های قانون‌گذاری و کاهش تدریجی قدرت از اواخر قرن بیستم، اوتفیت همچنان یکی از اصلی‌ترین و فعال‌ترین گروه‌های جنایی سازمان‌یافته در منطقه کلان‌شهری شیکاگو و غرب میانه آمریکا به شمار می‌رود.

## تاریخچه
خاستگاه‌ها (دهه ۱۹۱۰)

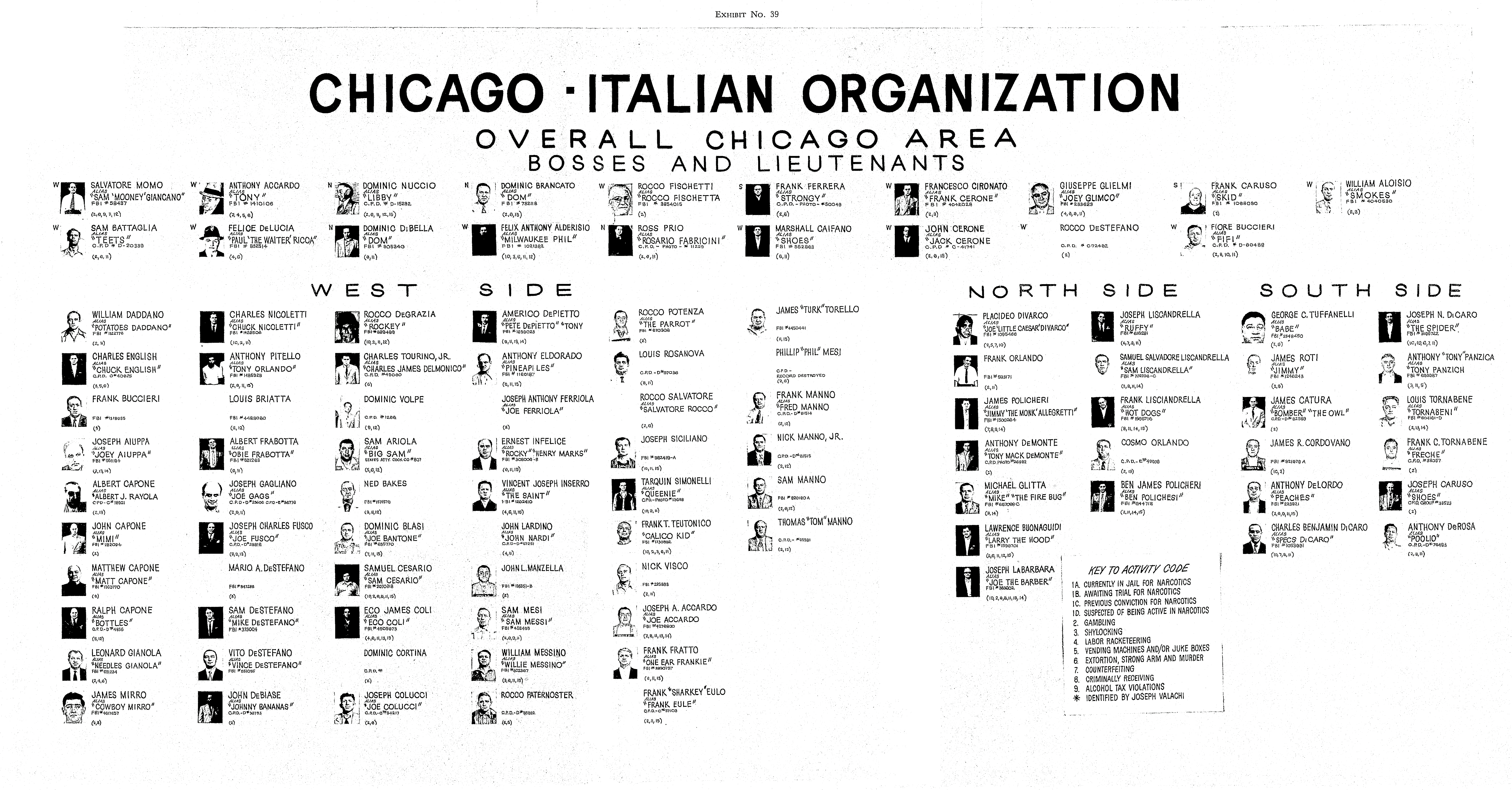
نمودار اف‌بی‌آی از سلسله مراتب تشکیلات شیکاگو در سال ۱۹۶۳

در اواخر قرن نوزدهم و اوایل قرن بیستم، جنایت سازمان‌یافته در شیکاگو تحت سلطه گروه‌های خیابانی بود که محله‌های ساوت ساید و نورث ساید را کنترل می‌کردند. جیمز "بیگ جیم" کولوسیو که در سال ۱۸۷۸ در کالابریا ایتالیا متولد شده بود، با مهاجرت به شیکاگو در سال ۱۸۹۵ به تدریج کنترل فعالیت‌های جنایی را متمرکز کرد. او در سال ۱۹۰۹ جانی توریو را از نیویورک به شیکاگو آورد تا به مقابله با سازمان "دست سیاه" بپردازد.
دوره ممنوعیت الکل (دهه ۱۹۲۰)
با اجرای قانون ممنوعیت الکل در سال ۱۹۲۰، اختلاف نظر بین کولوسیو و توریو بر سر ورود به قاچاق مشروبات الکلی منجر به ترور کولوسیو در ۱۱ مه ۱۹۲۰ شد. توریو که اکنون کنترل کامل را در دست داشت، سازمانی متشکل از مهاجران ایتالیایی و سایر ملیت‌ها ایجاد کرد. آل کاپون که در سال ۱۹۱۹ از نیویورک به شیکاگو آمده بود، به سرعت به دست راست توریو تبدیل شد.
جنگ‌های خونین (۱۹۲۴-۱۹۲۹)
درگیری‌های خشونت‌بار با گنگ نورث ساید به اوج خود رسید:
- ترور دین او'بانیون در نوامبر ۱۹۲۴
- سوءقصد به توریو در ژانویه ۱۹۲۵ که منجر به بازنشستگی او شد
- کشتار والنتاین در فوریه ۱۹۲۹ که هفت عضو گنگ نورث ساید را از بین برد
دوره پس از کاپون (دهه ۱۹۳۰ به بعد)
پس از محکومیت کاپون در سال ۱۹۳۱:
- فرانک نیتی و پل ریکا کنترل را به دست گرفتند
- سازمان به قاچاق مشروبات، قمار و اخاذی روی آورد
- تونی آکاردو به مدت پنج دهه نقش کلیدی ایفا کرد
- نفوذ در صنعت سینما و کازینوهای لاس وگاس گسترش یافت
دوره معاصر (۱۹۹۲ تاکنون)

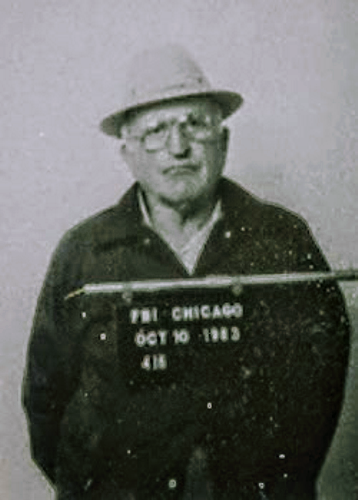
جوی آیوپا

- کاهش تدریجی قدرت به دلیل فشارهای قانونی
- عملیات "رازهای خانوادگی" در سال ۲۰۰۵ منجر به محکومیت ۱۴ عضو شد
- تخمین زده می‌شود در سال ۲۰۰۷ حدود ۲۸ عضو رسمی و ۱۰۰ همکار داشته‌اند
- در سال ۲۰۲۱، سالواتوره "سولی دی" دلاورنتیس به عنوان رهبر شناخته می‌شد
ساختار و فعالیت‌ها
- ساختار یکپارچه برخلاف خانواده‌های نیویورک
- نفوذ گسترده در سیاست و اتحادیه‌های کارگری
- استفاده از گروه‌های خیابانی برای فعالیت‌های غیرقانونی
- تمرکز بر قمار غیرقانونی، اخاذی، پولشویی و قاچاق مواد مخدر
چالش‌های اخیر
- افزایش نظارت دستگاه‌های قضایی
- رقابت با گروه‌های جنایی جدید
- کاهش تعداد اعضای رسمی
- تغییر روش‌های فعالیت به شکل‌های کمتر آشکار

## رهبری تاریخی گروه شیکاگو
روسای رسمی و موقت  
۱۹۱۰–۱۹۲۰: وینچنزو "بیگ جیم" کولوسیومو - ترور در ۱۱ مه ۱۹۲۰  
۱۹۲۰–۱۹۲۵: جان "پاپا جانی" توریو - بازنشسته در ۱۹۲۵ پس از سوءقصد  
۱۹۲۵–۱۹۳۱: آلفونس "آل" کاپونه - زندانی در ۱۹۳۱  
۱۹۳۱–۱۹۴۳: فرانک "اینفورسر" نیتی - خودکشی در ۱۹ مارس ۱۹۴۳  
۱۹۴۳–۱۹۴۷: پاول "پیشخدمت" ریکا - زندانی در ۱۹۴۳؛ کناره‌گیری در ۱۹۴۷  
۱۹۴۷–۱۹۵۷: آنتونی "بیگ تونا" آکاردو - کناره‌گیری در ۱۹۵۷، تبدیل به "مدیر سایه" گروه شد  
۱۹۵۷–۱۹۶۶: سالواتوره "سَم" جیانکانا - فرار به مکزیک در ۱۹۶۶؛ عزل توسط ریکا و آکاردو  
۱۹۶۶–۱۹۶۷: سالواتوره "سَم" باتالیا - زندانی در ۱۹۶۷  
۱۹۶۷–۱۹۷۱: فلیکس "میلواکی فیل" آلدریزیو - زندانی ۱۹۶۷–۱۹۶۹؛ درگذشت در ۲۵ سپتامبر ۱۹۷۱  
۱۹۷۱–۱۹۸۶: جوزف "جویی داوز" آیوپا - زندانی در ۱۹۸۶  
۱۹۸۶–۱۹۹۶: ساموئل "سَم وینگز" کارلیسی - زندانی در ۱۹۹۶؛ درگذشت در ۲ ژانویه ۱۹۹۷  
۱۹۹۷–۲۰۰۱: جان "جانی اِیپس" مونته‌لئونه - درگذشت در ژانویه ۲۰۰۱  
۲۰۰۱–۲۰۰۶: جیمز "جیمی کوچیکه" مارسلو - زندانی در ۲۰۰۹  
۲۰۰۶–۲۰۱۰: مایکل "مایک خیکی" سارنو - زندانی در ۲۰۱۲  
۲۰۱۰–۲۰۱۸: جان "بی‌بینی" دیفرونزو - درگذشت در ۲۷ مه ۲۰۱۸  
۲۰۱۸–تاکنون: سالواتوره "سالی دی" دلارنتیس  
روسای خیابانی (نماینده رئیس)  
۱۹۸۶–۱۹۸۹: جوزف "جو ناگال" فریولا - درگذشت در ۱۹۸۹  
۱۹۸۹–۱۹۹۳: جان "بی‌بینی" دیفرونزو - محکوم در ۱۹۹۳–۱۹۹۴  
۱۹۹۳–۱۹۹۴: جوزف "جو بیلدر" آندریاکی - کناره‌گیری  
۱۹۹۴–۱۹۹۷: جان "بی‌بینی" دیفرونزو - کناره‌گیری  
۲۰۰۱–۲۰۰۳: آلفونسو "آل پیتزافروش" تورنابنه - کناره‌گیری  
۲۰۱۲–۲۰۱۶: لوئیس "لویی گوجه‌ای" مارینو - کناره‌گیری، درگذشت در ۷ مارس ۲۰۱۷  
۲۰۱۶–تاکنون: آلبرت "آلبی فالکون" ونا  
معاونان (رسمی و موقت)  
۱۹۱۰–۱۹۲۰: جان "پاپا جانی" توریو - رئیس در ۱۹۲۰  
۱۹۲۰–۱۹۲۵: آلفونس "صورت‌زخمی" کاپونه - رئیس در ۱۹۲۵  
۱۹۲۵–۱۹۳۱: فرانک "اینفورسر" نیتی - رئیس در ۱۹۳۱  
۱۹۳۱–۱۹۴۳: لوئیس "نیویورک ریزه" کامپاگنا - دستگیر در ۱۹۴۳، درگذشت در ۱۹۵۵  
۱۹۴۳–۱۹۴۷: تونی "جو بتزرز" آکاردو - رئیس در ۱۹۴۷  
۱۹۴۷–۱۹۵۷: سالواتوره "مونی سَم" جیانکانا - رئیس در ۱۹۵۷، ترور در ۱۹۷۵  
۱۹۵۷–۱۹۶۴: فرانک "قوی" فرارو - درگذشت در ۱۹۶۴  
۱۹۶۴–۱۹۶۶: ساموئل "تیتس" باتالیا - رئیس در ۱۹۶۶، درگذشت در ۱۹۷۳  
۱۹۶۷–۱۹۸۶: جان "جکی خدمتکار" سرونه - زندانی در ۱۹۸۶، درگذشت در ۱۹۹۶  
۱۹۸۶–۱۹۹۲: جان "بی‌بینی" دیفرونزو - همچنین رئیس خیابانی  
۱۹۹۲–۱۹۹۶: جیمز "جیمی مرد" مارسلو - زندانی  
۱۹۹۶–۲۰۰۶: آنتونی "تونی کوچیکی" زیزو - ناپدید و احتمالاً ترور در ۲۰۰۶  
۲۰۰۶–۲۰۰۹: جوزف "جو بیلدر" آندریاکی - بازنشسته موقت به دلیل بیماری  
۲۰۰۹–۲۰۲۰: سالواتوره "سامی کارتز" کاتائودلا - معاون موقت  
۲۰۲۰–۲۰۲۳: جیمز "جیمی آی" اینندینو - درگذشت در ۲۳ فوریه ۲۰۲۳  
۲۰۲۳–تاکنون: سالواتوره "سامی کارتز" کاتائودلا  
مشاوران (رسمی و موقت)  
۱۹۲۵–۱۹۲۸: آنتونیو "تونی شلاقی" لومباردو - ترور در ۱۹۲۸  
۱۹۲۸–۱۹۴۷: چارلز "تریگر خوشحال" فیشتی - بازنشسته در ۱۹۴۷، درگذشت در ۱۹۵۱  
۱۹۴۷–۱۹۵۷: پاول "پیشخدمت" ریکا - بازنشسته در ۱۹۵۷، درگذشت در ۱۹۷۲  
۱۹۵۷–۱۹۹۲: تونی "جو بتزرز" آکاردو - درگذشت طبیعی در ۱۹۹۲  
۱۹۹۲–۱۹۹۹: آنجلو جی. لاپیترا - درگذشت طبیعی در ۱۹۹۹  
۱۹۹۹–۲۰۰۷: جوزف "جویی دلقکه" لومباردو - محکوم در ۲۰۰۷، زندانی در ۲۰۰۹؛ درگذشت در ۱۹ اکتبر ۲۰۱۹  
۲۰۰۷–۲۰۰۹: آلفونسو "آل پیتزافروش" تورنابنه - درگذشت در ۲۰۰۹  
۲۰۰۹–۲۰۲۰: مارکو "متحرک" دآمیکو - نیمه‌فعال تا ۲۰۱۶  
۲۰۲۰–۲۰۲۴: جوزف "جو بیلدر" آندریاکی - درگذشت در ۲۰۲۴

## اعضای فعلی گروه شیکاگو
هیئت رهبری  
- رئیس: سالواتوره "سالی دی" دلارنتیس (متولد ۱۹۳۹)  
  - عضوگیری در ۱۹۸۸/۱۹۸۹، مسئول منطقه لیک کانتی  
  - در سال ۱۹۹۳ در پرونده "گود شیپ لولیپاپ" به ۱۷ سال زندان محکوم شد  
  - آزادی در ۲۰۰۶، احتمالاً از ۲۰۰۷ تا ۲۰۱۴ به عنوان کاپوی مشترک خدمت کرده است  
- رئیس خیابانی: آلبرت "آلبی فالکون" ونا (متولد ۱۹۴۸)  
  - عضو جدید پس از بازنشستگی جان دیفرونزو  
  - کاپوی سابق گروه گرند اونیو، متهم به قتل و کلاهبرداری اما تبرئه شده  
  - مظنون اصلی در ناپدید شدن آنتونی زیزو در ۲۰۰۶  
- معاون: سالواتوره "سامی کارتز" کاتائودلا  
  - معاون موقت سابق، محکوم به اخاذی در ۱۹۹۰  
- مشاور: موقعیت خالی  
- مشاور موقت: جان "پاجی" ماتاسا جونیور  
  - رهبر سابق گروه نورث ساید/راش استریت  
  - محکوم به کلاهبرداری در طرح بازنشستگی زودهنگام در ۲۰۱۹  
کاپوها  
۱. فرانک "توتس" کاروسو: رهبر گروه ۲۶ام/چاینا‌تاون  
۲. رادولف "رودی" فراتو: رهبر گروه الم‌وود پارک  
   - متولد ۱۹۴۳، عضو از ۱۹۹۷  
   - محکوم به فرار مالیاتی (۲۰۰۹) و کلاهبرداری (۲۰۱۲)  
۳. نیکلاس "جامبو" گوزینو: رهبر گروه شیکاگو هایتس  
   - عضوگیری در ۱۹۸۳، احتمالاً بازنشسته شده  
۴. لوئیس "لویی" راینون: رهبر گروه سیسرو  
   - کسب‌وکارش (روزولت گلد اکسچنج) در ۲۰۱۲ مورد سرقت قرار گرفت  
۵. کریستوفر "کریستی دماغ" اسپینا: رهبر گروه گرند اونیو  
   - راننده سابق جویی لومباردو  
سربازان  
- رابرت بلاویا: متهم به قتل کتابدار هال سی. اسمیت (۱۹۸۵)  
- پل "پاولی" کارپارلی: اخاذ و عضو باند خیابانی  
- فرانک کاروسو جونیور: پسر فرانک کاروسو، متهم به ضرب و شتم در ۱۹۹۸  
- دومینیک و جینو کاسانو: محکوم به کشتار در ۱۹۹۳  
- نیکلاس فریولا: پسر جوزف فریولا، محکوم به قمار غیرقانونی  
همکاران  
- مایکل "جوز" جیورانگو: مرتبط با گروه شیکاگو هایتس، سابقه قمار و فحشا  
- راکو لومباردو: برادر جوزف لومباردو، محکوم به کلاهبرداری مالیاتی  
- ریک ریزولو: صاحب کلوپ شبانه و عضو گروه در لاس وگاس  
- امیل "نیک نشان" شولو: رئیس سابق پلیس سیسرو، محکوم به فساد  
نکته: این ساختار نشان‌دهنده آخرین اطلاعات شناخته‌شده از گروه شیکاگو است. بسیاری از اعضا سابقه محکومیت‌های متعدد را دارند و برخی احتمالاً بازنشسته یا غیرفعال شده‌اند.

## اعضای سابق گروه شیکاگو
جوزف "جو بیلدر" آندریاکی (درگذشت اوت ۲۰۲۴)
- سمت: مشاور سابق گروه
- نسبت فامیلی: پسرعموی همسر جوزف "جویی دلقکه" لومباردو
- اتهامات: مظنون به نقش در ناپدید شدن آنتونی زیزو در سال ۲۰۰۶
جیمز "جیمی پوکر" دیفورتی (درگذشت ۶ ژوئن ۲۰۰۰)
- سمت: اخاذ و خزانه‌دار اتحادیه کارگران بین‌المللی شعبه ۵ شیکاگو هایتس
- اتهامات: متهم به قتل ویلیام بنهام در سال ۱۹۸۸
جیمز "جیمی آی" اینندینو (درگذشت ۲۳ فوریه ۲۰۲۳)
- سمت: معاون سابق گروه و کاپوی تیم سیسرو
- فعالیت: رهبری تیم سیسرو از سال ۲۰۱۰ تا زمان مرگ
ملاحظات:
- تمامی این افراد از چهره‌های بانفوذ سازمان جنایت شیکاگو محسوب می‌شدند.
- مرگ طبیعی یا عوامل نامشخص باعث خروج آنها از ساختار گروه شده است.
- برخی مانند آندریاکی تا واپسین روزهای عمر در سمت‌های مدیریتی باقی ماندند.

## دسته‌ها و قلمروهای گروه شیکاگو
دسته‌های فعال (تا ۲۰۲۵)
۱. دسته ۲۶اُم/چاینا‌تاون (جنوب شیکاگو)
۲. دسته سیسرو - تأثیرگذارترین دسته
۳. دسته الم‌وود پارک
۴. دسته گرند اونیو
دسته‌های منحل شده
- شیکاگو هایتس
- ملروز پارک/غرب شیکاگو
- نورث ساید/راش استریت
- تیلور استریت
هر دسته درصدی از سود فعالیت‌های غیرقانونی خود (اخاذی، قمار، رانت‌خواری) را به رهبران گروه پرداخت می‌کند. بر اساس گزارش اف‌بی‌آی، از پنج دسته اصلی، تنها چهار دسته همچنان فعال هستند.

## در فرهنگ عامه
فیلم‌ها:
- عصر جدید (۱۹۳۱)
- صورت زخمی (۱۹۳۲)
- سندیکای شیکاگو (۱۹۵۵)
- باند صورت زخمی (فیلم تلویزیونی ۱۹۵۹)
- آل کاپون (۱۹۵۹)
- کشتار روز ولنتاین (۱۹۶۷)
- نقطه زدن (۱۹۶۷)
- بولیت (۱۹۶۸)
- تشکیلات (۱۹۷۳)
- کاپون (۱۹۷۵)
- دزد (۱۹۸۱)
- تسویه حساب (۱۹۸۶)
- دست‌نیافتنی‌ها (۱۹۸۷)
- فرار نیمه‌شب (۱۹۸۸)
- خویشاوند (۱۹۸۹)
- شرکت (۱۹۹۳)
- کازینو (۱۹۹۵)
- تسویه حساب (۱۹۹۹)
- جاده‌ای به سوی تباهی (۲۰۰۲)
- دشمنان مردم (۲۰۰۹)
- پالتوی شیکاگو (۲۰۰۹)
- سرزمین گانگسترها (۲۰۱۷)
- کاپون (۲۰۲۰)
- تشکیلات (۲۰۲۲)
سریال‌های تلویزیونی:
- دست‌نیافتنی‌ها (۱۹۵۹-۱۹۶۳)
- اف.بی.آی (۱۹۶۵-۱۹۷۴)
- داستان جنایی (۱۹۸۶-۱۹۸۸)
- دست‌نیافتنی‌ها (۱۹۹۳-۱۹۹۴)
- زمان شیرین (فیلم تلویزیونی ۱۹۹۵)
- باند موش‌ها (۱۹۹۸)
- فرار از زندان (۲۰۰۵-۲۰۰۹)
- قانون شیکاگو (۲۰۱۱)
- شرکت (۲۰۱۲)
- همسران مافیا: شیکاگو (۲۰۱۲)
- دکتر مافیا (۲۰۱۲-۲۰۱۳)
- امپراتوری بوردواک (۲۰۱۰-۲۰۱۴)
- ساخت مافیا: شیکاگو (۲۰۱۶)
انیمه:
- ۹۱ روز (از ۲۰۱۶)
- باکانو! (۲۰۰۷)
کتاب‌ها:
- اسکات، سابرینا آستن. دختر درخت لیمو: یک داستان مافیایی. آمازون، ۲۰۲۲. شابک ۹۷۹-۸۹۸۵۵۴۱۴۰۳
بازی‌های ویدیویی:
- امپراتوری گناه (۲۰۲۰)
نکته: این فهرست شامل مهم‌ترین آثار سینمایی و تلویزیونی است که به تصویرگری مافیای شیکاگو پرداخته‌اند. برخی از این آثار به صورت مستقیم و برخی دیگر به شکل غیرمستقیم به فعالیت‌های این سازمان جنایتکار اشاره دارند.